# Alexandre Toursky
 (août 2015).
Si vous disposez d'ouvrages ou d'articles de référence ou si vous connaissez des sites web de qualité traitant du thème abordé ici, merci de compléter l'article en donnant les références utiles à sa vérifiabilité et en les liant à la section « Notes et références ».
Alexandre Toursky est un poète français, né à Cannes (Alpes-Maritimes) le 30 décembre 1917, et mort à Marseille le 23 mai 1970.

## Biographie
Alexandre Toursky est né d'une mère provençale, modiste de son état, et d'un père russe, qui la quitte quelques mois après sa naissance.

C'est ainsi qu'il résumait lui-même ses années de formation dans une lettre à Joë Bousquet de 1942 : 

« Mon enfance et mon adolescence ont connu des deux cents jours de lit par an. Je puis dire qu'en bronchites, asthmes et fièvres, je connais mes draps par cœur. Au terme d'une instruction secondaire plate comme la Beauce, j'allais embrasser une carrière scientifique — la chimie était mon dada — quand une maladie un peu plus grave que les autres est venue m'apprendre à la fois ma force et ma faiblesse. Alors il a commencé une vie désordonnée, pleine de soleil et de nuit, sur la côte, et que je vous raconterai un jour. J'ai fait du sport, j'ai sculpté, gravé, peint, dessiné et écrit. Jamais de musique cependant. Aujourd'hui encore, j'ignore cette langue. Assez rapidement, l'écriture et le dessin — passons le pléonasme — devaient se dégager. La rencontre de Jean Royère me fut décisive. Un homme venait de m'apprendre que l'art, dans son essence, était fondé non sur l'entendement mais sur la vie, et que la poésie était le langage et rythme du langage ! »

Rédacteur en chef d'un hebdomadaire pour la jeunesse, il s'est tourné très tôt vers la poésie, s'y consacrant de manière assidue. Il n'a que vingt ans lorsqu'il publie Enfance, son premier recueil. Toursky fut également un membre très actif du comité de rédaction des Cahiers du Sud.
Poète du réel et de l'amour qu'il exprime en vers dépouillés, excluant toute forme de grandiloquence,

Alexandre Toursky meurt en 1970 à Marseille des suites d'un accident d'automobile, qui l'a mené de comas en opérations successives pendant plus de deux mois d'hôpital. Cet accident survenu au petit matin du 16 mars, a évoqué pour tous ses amis, ce vers prémonitoire d'un de ses poèmes : 

« Ma destinée s'achève à l'aube. »

Le jour de sa mort, le dramaturge et homme de théâtre Richard Martin investit l'actuel théâtre du Toursky à Marseille et décide de le nommer ainsi en mémoire du poète.

### Commentaire
Joë Bousquet lui écrivait dans les années 1940 : 

« De tous les poètes, vous êtes celui dont je voudrais avoir tout l'œuvre dans le cœur. »

## Œuvres
- Enfance (La Phalange, 1937)
- La suite à demain (La Phalange, 1938)
- Irène (Feuillets de l'îlot, 1941)
- Les Armes prohibées (Robert Laffont, 1942)
- Version originale (Cahiers de Rochefort, 1942)
- Connais ta liberté (Robert Laffont, 1943)
- Ici commence le désert (Robert Laffont, 1946) Grand prix de poésie de l'Académie française 1947[2].
- Ma destinée s'achève à l'aube (Éditions du Filin, 1947), illustré par son ami Pierre Ambrogiani
- La mort est naturelle (Éditions du Filin, 1948)
- Un drôle d'air (1963)
- Loin de l'étang (Seghers, 1971)